# Дубове (заповідне урочище)
Дубо́ве — заповідне урочище в Україні. Об'єкт природно-заповідного фонду Івано-Франківської області. 
Розташоване в межах Долинського району Івано-Франківської області, неподалік від села Рахиня. 
Площа 13 га. Статус надано згідно з рішенням облвиконкому від 19.07.1988 року № 128. Перебуває у віданні ДП «Болехівський лісгосп» (Рахинське л-во, кв. 101, вид. 10). 
Статус надано для збереження високопродуктивних, біологічно стійких корінних насаджень дуба черешчатого віком понад 200 років. 